# Kluskapelle (Etteln)
Die Kluskapelle zur hl. Lucia ist eine katholische Kapelle in Borchen-Etteln im Kreis Paderborn. Das 1677 errichtete Gebäude wird seit dem 8. April 1986 als Baudenkmal in der Borchener Denkmalliste geführt.

## Geschichte
Bei Etteln gab es schon im Mittelalter eine Kapelle zu Ehren der heiligen Lucia, die mit der Zeit verfiel und schließlich 1580 zusammenstürzte. Hirten berichteten anschließend von unheimlichen Stimmen und Pfarrer Wippermann sah darin eine Warnung vor Unglückszeiten, die auf die Bevölkerung infolge der Vernachlässigung der Kapelle zukommen würden.
Ferdinand von Fürstenberg war von 1661 bis zu seinem Tod 1683 Fürstbischof von Paderborn. Im Dreißigjährigen Krieg wurden zahlreiche Gotteshäuser zerstört und durch von Fürstenberg wiederaufgebaut oder neu errichtet. Er erkrankte 1672 schwer an einer in der Diözese Paderborn grassierenden Epidemie und gab das Gelübde ab, im Falle seiner Genesung die Kapelle in Etteln neu zu erbauen. Das Gelöbnis löste er 1677 ein. Der Unterhalt der Kapelle oblag dem Bischof von Wünnenberg, der jährlich 18 Taler an den Pfarrer und 7 Taler an den Küster für Kerzen und Wein zahlen sollte. In der Bittwoche im Mai gab es eine große Prozession zur Kapelle, die bis heute jährlich wiederholt wird. Am 21. Oktober 1681 erfolgte die Firmung durch Weihbischof Niels Stensen aus Münster.
1980 ist die Kluskapelle gründlich renoviert worden.

## Architektur und Ausstattung

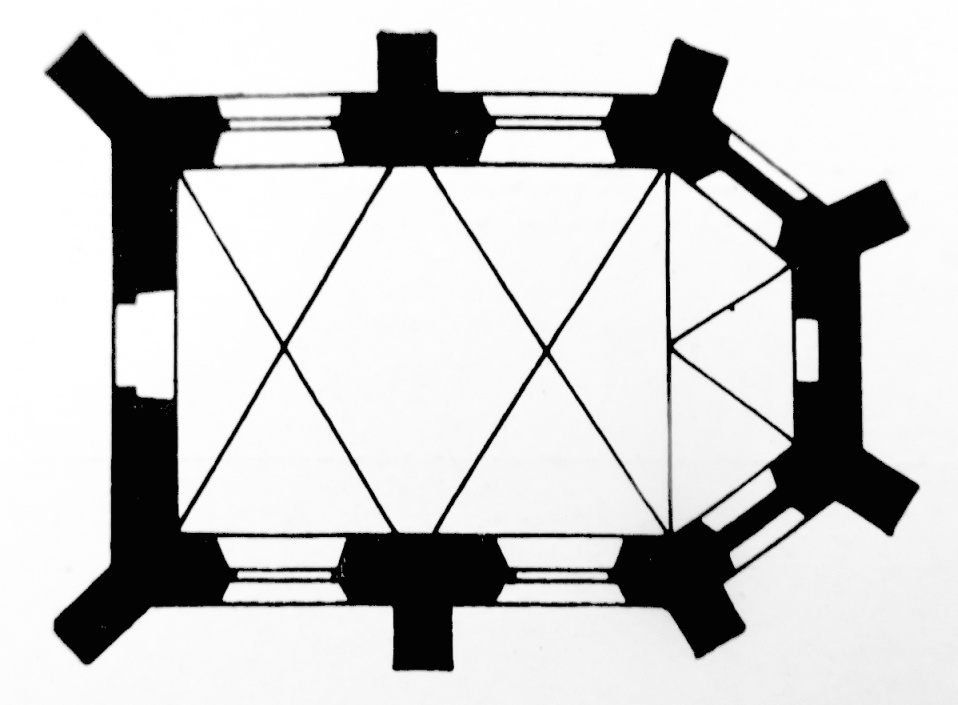
Grundriss

Die Kapelle ist ein kleiner Putzbau mit Satteldach mit polygonalem Chorschluss. Der Saalbau geht über zwei Fensterachsen und Joche. Auf dem Dach oberhalb des Chors ein sechseckiger, kupferbeschlagener Turm mit einem Dach, das eine Mischform aus Helm und Haube darstellt. Außen an den Ecken sowie zwischen den Rundbogenfenstern Strebepfeiler.
Der Innenraum ist 9,45 m lang und 5,70 m breit. Über dem Eingangsportal befindet sich eine Inschrift in lateinischer Sprache:

„D.O.M.S.
FERDINANDVS.D.G.EPISC.PADERBORN
COAD.MONAST.S.R.I.PRINC.COM.PYRMONT
L.BARO.DE.FVRSTENBERG.ORE.D.LVCIAE
V.ET.M.DYSENTERICORvM.PATRONAE
INCOLVMIS.SACELLVM.EX.VOTO
POS.AN. M DC LXXVII“

übersetzt

„Ferdinand durch Gottes Gnade Bischof von Paderborn und Coadjutor von Münster, seiner Majestät Fürst, Graf von Pyrmont, Freiherr von Fürstenberg, habe, mit Hilfe der hl. Lucia, Jungfrau und Märtyrerin, Patronin der Steinleidenden, von Krankheit genesen, diese hl. Kapelle gemäß einem Gelübde erbaut im Jahre 1677.“

Über der Inschrift, in den Gewölbeabschlüssen und am Hochaltar finden sich Variationen des fürstbischöflichen Wappens. Eine bei Körner erwähnte Pietà aus dem späten 17. Jahrhundert steht heute nicht mehr in der Kapelle.